# هیروگلیف مصری

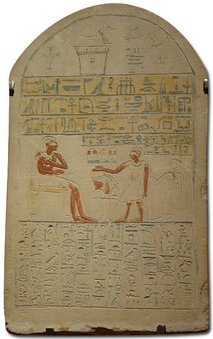
سنگ گوری مصری

هیروگلیف مصری را مصریان باستان اولین بار جهت نوشتن مطالب خود ابداع کردند. هیروگلیف مصری‌ها یکی از قدیمی‌ترین روش‌های نوشتن است. برخی از این نوشته‌ها به ۳ هزار سال پیش از میلاد برمی گردد. خط هیروگلیف در مدتی بیش از ۳۰۰۰ سال زبان نوشتنی مصری‌ها بوده‌است و کنده‌کاران و صنعتگران آن را در دیوار آرامگاه‌ها، ستونها، تندیسها، مهرها و … به کار برده‌اند. این دبیره که در حدود ۵ هزار سال پیش، و بر پایه تلفیقی از الفبا و تصویرنگاری مشتق شد. طرز نگارش آن به دو صورت عمودی و افقی بود که در آغاز هیروگلیف عمودی و سپس افقی پدید آمد. هیروگلیف مصری شامل عناصر واژه‌نگاشت، هجانگار و الفبا به همراه ترکیب آنها با مجموع ۱۰۰۰ کارکتر مجزا است.

## معنای واژهٔ «هیروگلیف» و دلیل این نامگذاری
هیروگلیف (Hieroglyph) به معنی «کنده‌کاری مقدس» است، این واژه یونانی است و از دو پاره تشکیل یافته‌است: hieros به معنی «مقدس» و glupho به معنی «کنده‌کاری».

## جهت نگارش

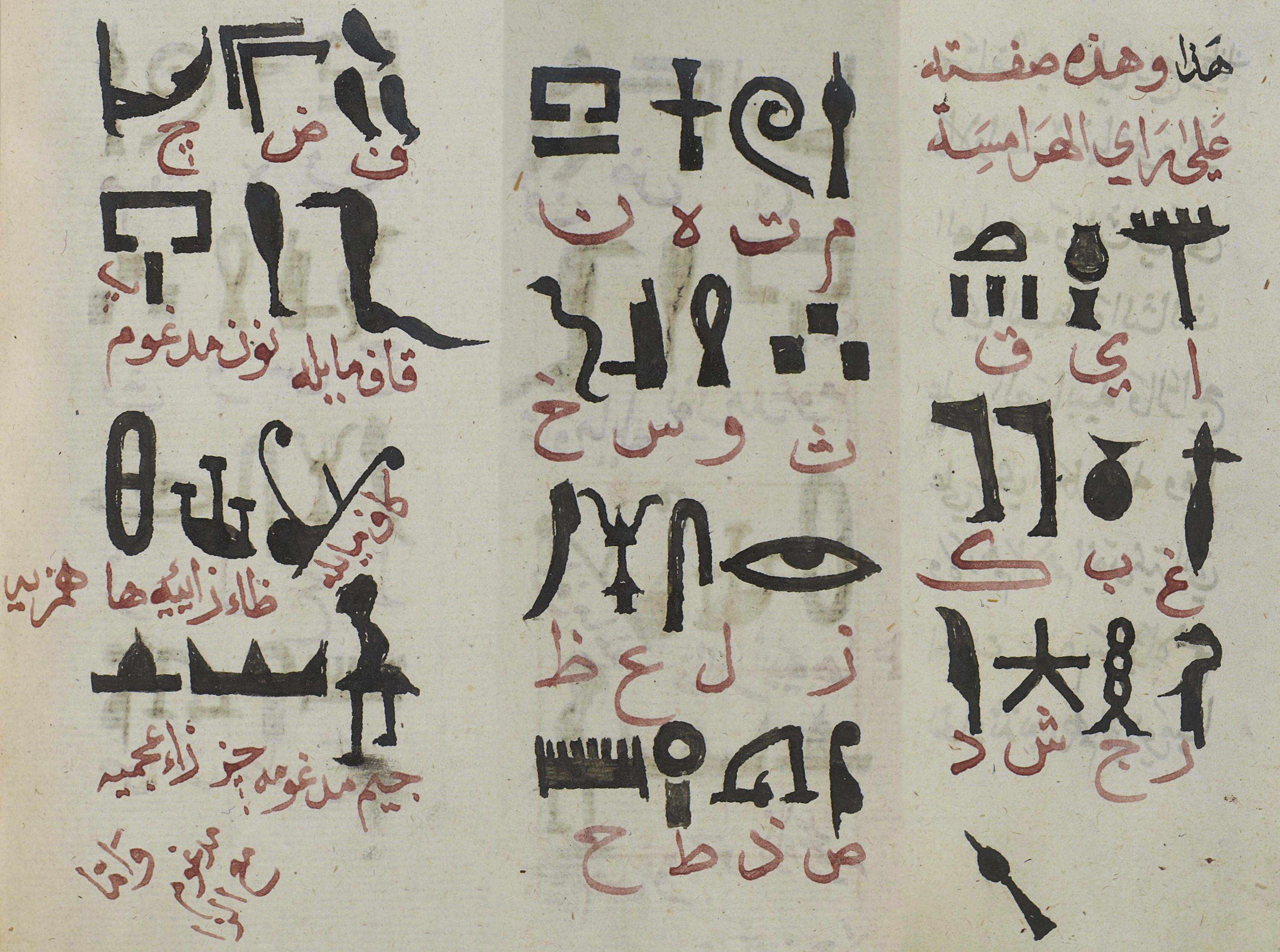
ترجمه ابن وحشیه از الفبای هیروگلیف مصری باستان

هیروگلیف برخلاف بسیاری از دبیره‌ها هم از راست به چپ نوشته تواند شد و هم از چپ به راست، هم افقی و هم عمودی.
1. سطرهایی که از راست به چپ نوشته می‌شود و از پی هم پایین می‌رود
2. سطرهایی که از چپ به راست نوشته می‌شود و از پی هم پایین می‌رود.
3. ستون‌هایی که از بالا به پایین نوشته می‌شود و از پی هم راست می‌رود.
4. ستون‌هایی که از بالا به پایین نوشته می‌شود و از پی هم چپ می‌رود.

دانستن سمت حرکت (چپ به راست یا راست به چپ) با نظر اندر نویسه‌ها پیداست. هرگاه نویسه‌ها (مثلاً نقوش انسان‌ها یا حیوانات) به راست بنگرند جهت نوشته از راست به چپ است و هرگاه به چپ بنگرند جهت نوشته از چپ به راست است؛ یعنی نقوش نویسه‌ها همواره به ابتدای خط می‌نگرند.
این قابلیت آینه‌ای شدن نوشته در تزئینات و نقش‌های معابد و ساختمان‌ها و جز آن سودمند افتاده‌است.
در خط هیروگلیف نویسهٔ فاصله وجود ندارد از این رو مرز میان کلمات در آن مشخص نیست و همین خواندن متن‌های هیروگلیف را دشوارتر می‌کند.

## نویسه‌ها
شمار نویسه‌های هیروگلیف حدود هزار است و آن‌ها را با توجه به موضوع نقش دسته‌بندی کرده‌اند: مثلاً نویسه‌هایی که به نقش مرد (انسان مذکر) است: 
| A1 |

. یا نویسه‌هایی که به شکل اعضای آدمی است: 
| D4 |

. معروف‌ترین این دسته‌بندی‌ها دسته‌بندی گاردنر (Gardiner) است. دسته‌ها را با حروف الفبای انگلیسی نام‌گذاری کرده‌اند؛ مثلاً نشانه‌هایی که مردی را نشان می‌دهد به گروه A تعلق دارد و آن‌ها که زنی را نشان می‌دهند به گروه B و الخ
نویسه‌های هیروگلیف از نظر آوایی و معناشناختی به چند گروه تقسیم می‌کنند:
1. تک حرفی
2. چند حرفی (دو یا بیشتر)
3. اندیشه‌نگار

نویسهٔ تک‌حرفی نویسه‌ایست که علاوه بر معنای اندیشه‌نگارانه دال بر یک حرف (معمولاً واج ساکن) تواند بود. در خط هیروگلیف واکه‌های کوتاه (فتحه و کسره و ضمه) نوشته نمی‌شود. نمونهٔ نویسهٔ تک‌حرفی 
| I9 |

 (مار شاخدار) است که دال بر واج /f/ است.

نویسهٔ چندحرفی نویسه‌ای است که دال بر یک‌گروه حرفی تواند بود؛ مثلاً 
| N8 |

 که تابش آفتاب را نشان می‌دهد هم به معنی برآمدن است و هم دال بر گروه حرفی «وبن» است.
نویسهٔ اندیشه‌نگار نویسه‌ایست که دال بر معنای به‌خصوصی است. اکثر نویسه‌های هیروگلیف از این دسته‌اند و گاه با یک‌دیگر ترکیب می‌شوند و معنای جدیدی از این ترکیب استفهام می‌شود؛ مثلاً املای کلمهٔ فرعون در واقع ترکیب دو اندیشه نگار «خانه» و «بزرگ» است.

## پیشرفت و تکامل

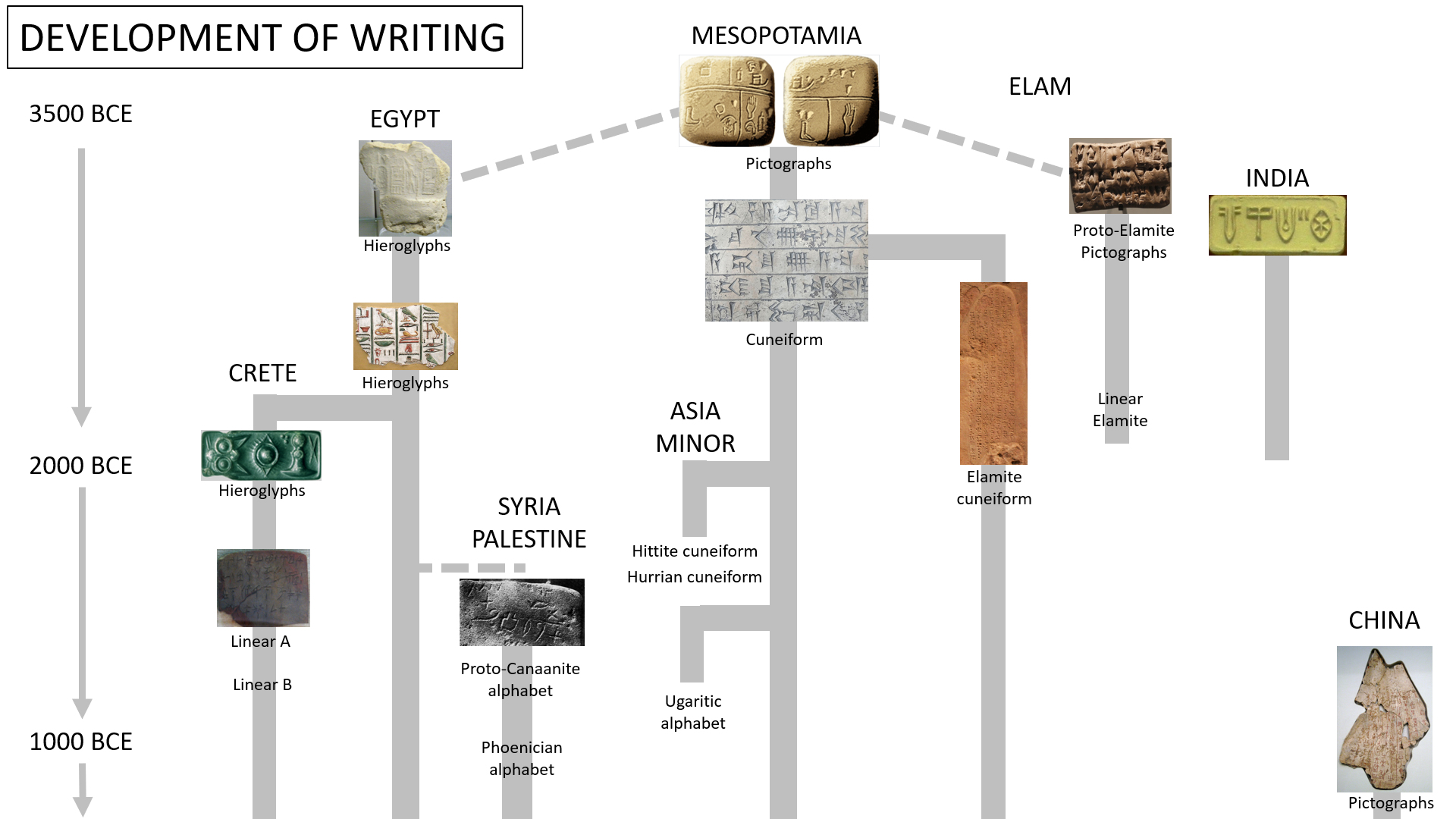
بازسازی استاندارد توسعه نوشتار و موقعیت آنها.. این احتمال وجود دارد که خط مصری مستقل از خط بین‌النهرین اختراع شده باشد.

ابتدا مصریها، همچون دیگر مردمان آن دوران در سرتاسر دنیا، نوعی صور نا پخته و بدوی را برای نوشتن به کار می‌بردند. حروف هیروگلیف صرفاً عبارت از تصاویری بود که هر یک نشان دهنده شیئی طبیعی بود: خورشید با یک صفحه گرد نشان داده می‌شد، ماه با یک هلال، آب با خطوط موج دار، انسان با کشیدن شکل انسان و…. ولی این تصاویر نمی‌توانستند مفاهیم انتزاعی و به‌طور کلی هر چه را که به چشم دیده نمی‌شد یا قابل به تصویر کشیدن نبود ـ مانند اندیشه، روشنایی، روز و … ـ بیان کنند. از این‌رو در آن زمان خط هیروگلیف کم‌کم به سویی پیش رفت که بتواند نشانه عقاید شود تا تصویر حقیقی اجسام؛ مثلاً دایره به جای این که فقط علامت خورشید باشد روز را هم نشان می‌داد و علامت دیگر «گردش» را هم می‌رساند. دانشمندان به این دست از نشانه‌ها، یعنی تجسم و نمایش عقاید و افکار (و نیز اجسام) با تصویر، «اندیشه‌نگاشت» می‌گویند. قدم بعدی در راه توسعه این خط ـ که همراه با پیدایش پاپیروس بود ـ این بود که به جای آن‌که از تصاویر برای نشان دادن اجسام استفاده کنند، آن‌ها را برای نشان دادن صداها بکار بردند؛ بدین ترتیب مصری‌ها توانستند هر واژه‌ای را که می‌دانستند بنویسند، خواه آن واژه معنی چیزی را می‌داد که کشیدنی بود خواه نبود. مصری‌ها فقط حروف بی‌صدا را بکار می‌بردند، درضمن همه حروفی را که در قدیم بکار می‌بردند نیز با حروف بعدی‌ای که پیدا می‌شد و بکار می‌آمد می‌آمیختند تا آن‌جا که این‌گونه ترکیب‌ها به قدری پیچیده شد که مردم معمولی از آن سر درنمی‌آوردند. به این نوع هیروگلیف پدید آمده، خط کاهنی (به انگلیسی: hieratic) گفته می‌شود. پس از آن هم با بهم‌ریختگی خط کاهنی، نوعی خط تندنویسی ایجاد گردید به نام خط عامیانه.

## نمونه
یک نویسهٔ هیروگلیف
| A1 |

. این نشانه به معنای «من» یا «آنِ من» به کار می‌رود.